# ريكاردو كازولا
ريكاردو كازولا (10 أغسطس 1985 بفيرونا في إيطاليا - ) هو لاعب كرة قدم إيطالي في مركز الوسط. لعب مع أتالانتا ونادي بيروجيا ونادي تشيزينا ونادي ليفورنو وايه إس دي سامبينديتيس كالتشيو ‏ ويو أس بركوليتزه 1932 وVastese Calcio 1902 ‏ وأولبيا كالسيو 1905 ونادي أريتسو ويوفي ستابيا.

## وصلات خارجية
- ريكاردو كازولا على موقع قاعدة بيانات كرة القدم.إي يو (الإنجليزية)
- ريكاردو كازولا على موقع Soccerway.com (الإنجليزية)
- ريكاردو كازولا على موقع عالم كرة القدم.نت (الإنجليزية)
- ريكاردو كازولا على موقع AS.com (الإسبانية)